# 监利市
监利市位于中华人民共和国湖北省中南部。是荆州市代管的一个县级市，总面积3460平方公里，全市常住人口112.08万人，市境地处江汉平原，三国东吴以其“土卑沃、广陂泽”，“地富鱼稻”。“令官督办”以监盐渔之利，监利因此而得名。监利市人民政府驻容城镇荆台路1号。

## 历史
- 西周时为州国。
- 春秋时楚文王灭州国，属楚。后又为楚之附庸容城国。
- 秦统一中国后为州陵县，属南郡。
- 汉初分属南郡之州陵县、华容县。
- 汉献帝建安十三年（公元208年），赤壁之战后华容县为东吴所得。因其“土卑沃、广陂泽”，“地富鱼稻”而“令官督办”以监盐渔之利，此为监利得名之始。
- 吴章武元年（公元222年）孙权称吴王，自华容县析地新设监利县。
- 南朝后属巴陵郡。梁元帝承圣三年（公元554年）改县为郡。
- 宋时属江陵府。太祖乾德三年（公元965年）析出白沙垸为玉沙县。神宗熙宁六年（公元1078年）撤玉沙县，并之。
- 明时隶属湖广承宣布政使司荆州府。
- 民国废府设道，监利属荆宜道，民国二十一年（公元1932年）新设行政督察区，监利属湖北省第七行政督察区，后改属第四行政督察区。
- 中华人民共和国建立后改“行政督察区”为“专区”，监利属沔阳专区，1951年后属荆州专区，现为荆州市代管。
- 2020年6月12日，民政部批复撤销监利县，设立县级监利市。[4]

## 地理
监利市位于湖北中南部的江汉平原，隔江与湖南岳阳、华容相望。总面积为3460平方公里。

### 地势
市境属于河湖淤积平原。地势以平原为主，河流湖泊星罗棋布。平均海拔为23.5-30.5米，最高峰为东南部的杨林山，海拔79米，最低处在洪湖西岸，海拔21米。

### 河流
监利南临长江，属长江中下游流域。
- 汉江支流东荆河从北向东流出。[5]
- 人工河四湖河自西北方向注入境内。[6]

### 交通
至2010年底，全市现有公路总里程4012.633公里，公路上共有桥梁1232座;公路客运站场13个、货运站场5个；全市航道总里程494公里（其中长江航道140公里），有港区9个，岸线总长43.6公里，码头39座。全市拥有营运客车637台，货物运输车辆2018台，出租车321台，城市公交车在原有48台的基础上新增20台；拥有客运线路189条；在籍船舶122艘辆。全年交通运输部门共完成客运量843.6万人次，客运周转量4656万人公里；货运量216.24万吨，货运周转量2.416亿吨公里。 240国道、 351国道过境。
交通大事件
2010年3月10日，监利随岳南高速公路正式通行。随岳南高速公路全长98.06公里，监利境内74.21公里，全封闭全立交，设计时速100公里/小时。同时配套建设监利连接线一级公路13.823公里。
2010年12月9日，荆岳长江公路大桥正式通车。该项目是湖北省“六纵五横一环”骨架公路网中，随州至岳阳高速公路跨越长江的特大型桥梁工程，是湖北省“十一五”交通重点基础设施建设项目，起点位于监利市白螺镇瞿李村4组，跨越长江后止于湖南省岳阳市云溪区大鼓山附近。桥型为主跨816米双塔全钢箱梁斜拉桥方案。全线采用双向6车道高速公路标准建设，设计时速100公里/小时，路基与桥梁宽度均为33.5米。项目全长5.42公里，其中桥梁全长4192米，两岸接线长1228米，并在白螺镇设置互通式立交、管理分中心、养护工区和收费站。
2015年6月1日，东方之星号客轮翻沉事件发生在监利市境內。

## 行政区划
监利市辖18个镇、3个乡。共有65个居委会、767个村委会。市人民政府驻容城镇。
容城镇、朱河镇、新沟镇、龚场镇、周老嘴镇、黄歇口镇、汪桥镇、程集镇、分盐镇、毛市镇、福田寺镇、上车湾镇、汴河镇、尺八镇、白螺镇、网市镇、三洲镇、桥市镇、红城乡、棋盘乡、柘木乡、人民大垸农场管理区和荒湖农场管理区。

## 人口
2020年第七次人口普查结果，监利市总人口（常住人口）112.08万人。以汉族为主，占总人口的99%以上，通行西南官话。
2021年末统计，户籍人口共有154.61万人，其中城镇人口52.98万人，农村人口101.64万人。以汉族为主体，占总人数的99%以上，祖先多为江西移民，另有少数民族700余人。